# Романтическая дружба
Романтическая дружба — очень близкие, эмоционально насыщенные, c оттенком лёгкой влюблённости отношения между друзьями без сексуальной составляющей (платонические).

## Объект чувств
Романтическая дружба возможна как между представителями одного пола, так и между женщинами и мужчинами, между людьми разного возраста, как женатыми, так и одинокими.
Современная романтическая дружба хорошо описывается французским понятием «l’amitié amoureuse» — дословно «влюблённая дружба» (l’amitié — дружба, amoureuse — влюблённая). Эпистолярный роман под таким названием в 1896 году написала и анонимно издала Эрмина Леконт дю Нуи, романтическая подруга французского писателя Ги де Мопассана, любовно-дружеские отношения с которым она описала.

## История понятия
Предшественником романтической дружбы являлась близкая воинская (товарищеская) дружба, описания которой встречаются ещё в античных и средневековых источниках. Однако такая дружба была сугубо сословной. Под влиянием христианства близкая дружба видоизменилась и приобрела черты духовного общения.
Гуманисты эпохи Возрождения «очистили» близкую дружбу от религиозной составляющей и прославляли её как самое естественное и высокое чувство человека. Тогда же стали говорить о дружбе как об интимной дружеской связи. Некоторые авторы использовали словосочетание «нежная дружба» в качестве эвфемизма для гомосексуальных отношений. Однако некоторые историки культуры утверждают о дружбе гуманистов как о литературном образе в большей степени, чем о личном переживании.
Собственно понятие романтической дружбы появилось в конце XVIII века. В это время романтики рациональному объективизму просветителей противопоставили субъективность личности и сердечность интимного общения. Романтики также называли такую дружбу «платонической любовью».
Романтический канон дружбы подчёркивает аффективно-экспрессивное начало этого чувства. Дружба для романтиков — священное элитарное чувство, недоступное непосвящённым.
Романтики подчёркивали живой характер дружеского чувства. В отличие от христианской средневековой дружбы, романтическая дружба — непосредственное жизненное чувственное переживание, свойственное прежде всего юности.
Романтики сознательно смешивали понятия любви и дружбы, и могли называть свои отношения не только дружбой, но и браком, при этом они, будучи мужчинами, как правило, были женаты или (и) поддерживали романтические отношения с женщинами.
Практика романтической дружбы пошла на убыль в начале XX в., поскольку взрослые, особенно мужчины, не хотели, чтобы их принимали за гомосексуалистов. И сейчас такие отношения, как правило, встречаются у молодых девушек, потому что для них более социально приемлемо и не указывает на сексуальную ориентацию.
В конце XX века романтическую дружбу стали трактовать как проявления гомоэротизма, неосознанного или нереализованного — в некоторых случаях оно так и было, однако не всегда.
Романтики придавали своим чувствам универсальное значение.

## Отличительные черты
Это эмоционально насыщенная, интимная, нежная дружба, окрашенная в тона лёгкой влюблённости в человека как в личность, а не как в сексуальный объект. Этому чувству присущи глубокое уважение к другу, восхищение его качествами, способностями, талантами. Это лёгкие, необременительные, доверительные несексуальные отношения, которые хочется продолжать. Романтические друзья не воспринимают себя парой, не выясняют отношений, не ревнуют всерьёз к сексуальным партнёрам, жёнам, мужьям, друзьям и родным, хотя и бывают отдельные случаи, когда романтические друзья могут серьёзно ревновать к окружающим друга людям.

## Дифференциация относительно других чувств
Романтическая дружба — это особое неповторимое чувство. Не следует путать её ни с классической дружбой, ни с любовью, ни с подавленным гомосексуальным влечением. Как и объяснять природу возникших отношений сестринскими, материнскими, дочерними (братскими, отцовскими, сыновними) чувствами. Это также ни в коей мере не флирт, который при всей его игривости и кажущейся лёгкости, окрашен сексуальным подтекстом и нередко является всего лишь прелюдией то ли к любовной авантюре, то ли к серьёзным отношениям. Ничего общего романтическая дружба не имеет также с неразделённой любовью или подсознательным формированием «запасного игрока» в силу не слишком удачного брака. Это и не платоническая любовь, которая предполагает идеализацию объекта любви и определённый эмоциональный накал. Платоническая любовь возможна на расстоянии и даже по отношению к малознакомому человеку. Напротив, романтическая дружба — это тёплые отношения с близким реальным человеком, с которым приятно проводить время и интересно общаться. Романтическая дружба возникает в процессе узнавания человека, восхищения его умом, чертами характера, чувством юмора, профессионализмом. И уж вовсе ничего общего не имеет романтическая дружба к такому понятию, как дружеский секс.

## Соотношение с сексуальным влечением
Романтическая дружба — это очень тёплое, нежное, спокойное чувство «выше пояса». Оно может быть окрашено лёгким эротизмом и эстетическим удовольствием от созерцания человека — того, как он говорит, поворачивает голову, бросает взгляд, ест, смеётся. Но это любование не порождает сексуального желания, вожделения, страсти. Физические контакты ограничиваются, как правило, поцелуями в щёку, объятиями, похлопыванием по плечу или иными дружескими ласками. Всё это удовлетворяет эмоциональные, а не физиологические потребности друзей.

## Отдельные виды
К отдельным видам романтической дружбы в последнее время относят броманс (как тесные несексуальные отношения между мужчинами) и вуманс (то же, но между женщинами). Эти разновидности романтической дружбы вынесены в отдельные категории в контексте внимания к гомосоциальным связям в обществе. К бромансу близко также такое понятие, как побратимство.